# كريستيان غاديس
كريستيان غاديس (بالإنجليزية: Christian Gaddis)‏ هو لاعب كرة قدم أمريكية أمريكي، ولد في 5 أكتوبر 1984.

## وصلات خارجية
- كريستيان غاديس على موقع مرجع كرة القدم المحترفة.كوم (الإنجليزية)